# Excelsior (Bourgoin)
Excelsior is een historisch merk van motorfietsen.
Excelsior, Bourgoin (1910-1912).
Frans motorfietsmerk dat in 1910 een catalogus uitbracht waarin met twee modellen te koop aan bood. Dit waren echter de modellen MI en MH van Rochet. Ook in 1911 en 1912 waren deze modellen nog te koop.